# Cà Mau (huyện)
Cà Mau là một huyện cũ thuộc tỉnh Minh Hải, Việt Nam.

## Địa lý
Huyện Cà Mau khi đó có vị trí địa lý:
- Phía đông giáp huyện Giá Rai
- Phía tây giáp huyện Trần Văn Thời và huyện U Minh
- Phía nam giáp huyện Cái Nước và huyện Ngọc Hiển
- Phía bắc giáp huyện Thới Bình.

Thị xã Cà Mau nằm trọn trong lòng huyện.

## Hành chính
Huyện Cà Mau có 17 đơn vị hành chính cấp xã trực thuộc, bao gồm thị trấn Tắc Vân và 16 xã: An Lộc, An Xuyên, Bình Thành, Định Bình, Định Hòa, Định Thành, Hòa Tân, Hòa Thành, Lương Thế Trân, Lý Văn Lâm, Tân Định, Tân Lợi, Tân Thành, Tân Thạnh, Thạnh Trung, Thạnh Phú.

## Lịch sử
Địa bàn huyện Cà Mau ngày nay tương ứng với một phần thành phố Cà Mau, một phần các huyện Cái Nước, Thới Bình thuộc tỉnh Cà Mau và một các huyện thị Giá Rai, Đông Hải thuộc tỉnh Bạc Liêu.
Dưới thời Pháp thuộc, vùng đất này vốn thuộc các quận Cà Mau và Giá Rai của tỉnh Bạc Liêu.
Từ năm 1887 đến năm 1930, thực hiện kế hoạch đưa tên thực dân Viala đến làm chủ quận Cà Mau để nâng thị tứ Cà Mau lên thị trấn Cà Mau thuộc quận Cà Mau.
Năm 1937, địa bàn quận Cà Mau có 10 xã: Thới Bình, Tân Phú, An Trạch, Thạnh Phú, Phong Lạc, Tân Hưng, Khánh Bình, Hòa Thành, Tân Hưng Tây, Tân Ân và thị trấn Cà Mau.
Tháng 1 năm 1948, quận Cà Mau tách ra một số xã để thành lập huyện Ngọc Hiển.
Huyện Cà Mau có 9 xã: Hòa Thành, Tân Thành, An Xuyên, Tân Lộc, Tân Lợi, Thới Bình, Khánh Lâm, Khánh An, Khánh Bình và thị trấn Cà Mau. Huyện ủy đóng tại xã Thới Bình.
Năm 1950, huyện Cà Mau lại tách ra một số xã để thành lập huyện Trần Văn Thời.
Huyện Cà Mau có 9 xã: An Xuyên, Tân Thành, Hòa Thành, Thạnh Phú, Tân Lộc, Tân Lợi, Tân Phú, Thới Bình, Trí Phải và thị trấn Cà Mau.
Giai đoạn 1954 – 1955, nâng thị trấn Cà Mau lên thành thị xã Cà Mau (thị xã tỉnh lỵ của tỉnh An Xuyên).
Năm 1956, huyện Cà Mau tách ra một số xã để thành lập huyện Thới Bình.
Ngày 9 tháng 3 năm 1956, chính quyền Việt Nam Cộng hòa ban hành Sắc lệnh số 32/VN về việc thành lập thành tỉnh Cà Mau trên cơ sở quận Cà Mau và 4 xã: Định Thành, Hòa Thành, Tân Thành, Phong Thạnh Tây thuộc quận Giá Rai của tỉnh Bạc Liêu. Tỉnh lỵ ban đầu có tên là Cà Mau.
Tháng 6 năm 1956, huyện Cà Mau được chia thành huyện Cà Mau Bắc và huyện Cà Mau Nam.
Ngày 22 tháng 10 năm 1956, Tổng thống Việt Nam Cộng hòa Ngô Đình Diệm ban hành Sắc lệnh số 143/VN về việc về việc:
- Đổi tên tỉnh Cà Mau thành tỉnh An Xuyên, tỉnh lỵ đổi tên thành Quản Long.
- Thành lập quận Quản Long– tỉnh lỵ của tỉnh An Xuyên. Quận Quản Long có 4 xã: Tân Xuyên, Tân Lộc, Hòa Thành, Định Thành. Trong đó, xã Tân Xuyên đóng vừa là quận lỵ quận Quản Long và là tỉnh lỵ tỉnh An Xuyên.

Tuy nhiên, chính quyền Mặt trận Dân tộc Giải phóng miền Nam Việt Nam không thừa nhận phân giới hành chính của chính quyền Việt Nam Cộng hòa. Địa bàn quận Quản Long theo quản lý hành chính của Mặt trận Dân tộc Giải phóng tương ứng với địa bàn của thị xã Cà Mau và huyện Châu Thành thuộc tỉnh Cà Mau. Trong đó, địa bàn thị xã Cà Mau tương ứng với xã Tân Xuyên, còn địa bàn huyện Châu Thành (gồm 6 xã: An Xuyên, Định Thành, Hòa Thành, Lương Thế Trân, Lý Văn Lâm, Tân Thành và thị trấn Tắc Vân) tương ứng hầu hết với phần còn lại của quận Quản Long.
Năm 1961, thành lập thị xã Cà Mau với mật danh là Bảy Đô có 9 phường: 1, 2, 3, 4, 5, 6, 7, 8, 9; ấp I của xã Tân Thành; ấp Tân Phước của xã An Xuyên; ấp Thanh của xã Thạnh Phú và xã mới Lý Văn Lâm.
Năm 1962, huyện Cà Mau tách các xã xung quanh thị xã Cà Mau để thành lập huyện Châu Thành và lấy mật danh là Bảy Châu.
Ngày 20 tháng 9 năm 1975, Bộ Chính trị ban hành Nghị quyết số 245-NQ/TW về việc hợp nhất tỉnh Bạc Liêu, tỉnh Cà Mau và hai huyện Vĩnh Thuận, An Biên (ngoại trừ 2 xã Đông Yên và Tây Yên) của tỉnh Rạch Giá sẽ hợp nhất lại thành một tỉnh, tên gọi tỉnh mới cùng với nơi đặt tỉnh lỵ sẽ do địa phương đề nghị lên.
Ngày 20 tháng 12 năm 1975, Bộ Chính trị lại ban hành Nghị quyết số 19/NQ về việc hợp nhất tỉnh Bạc Liêu và tỉnh Cà Mau thành một tỉnh mới, lấy tên là tỉnh Bạc Liêu – Cà Mau. Khi đó, thị xã Cà Mau và huyện Châu Thành thuộc tỉnh Bạc Liêu – Cà Mau.
Ngày 24 tháng 2 năm 1976, Chính phủ Cách mạng Lâm thời Cộng hòa miền Nam Việt Nam ban hành Nghị định số 3/NQ/1976 về việc hợp nhất tỉnh Bạc Liêu và tỉnh Cà Mau thành một tỉnh mới, lấy tên là tỉnh Bạc Liêu – Cà Mau. Khi đó, thị xã Cà Mau và huyện Châu Thành thuộc tỉnh Bạc Liêu – Cà Mau.
Ngày 10 tháng 3 năm 1976, Chính phủ ban hành Nghị quyết về việc thành lập tỉnh Minh Hải trên cơ sở đổi tên tỉnh Cà Mau – Bạc Liêu. Khi đó, thị xã Cà Mau và huyện Châu Thành thuộc tỉnh Minh Hải.
Ngày 11 tháng 7 năm 1977, Hội đồng Chính phủ ban hành Quyết định số 181-CP về việc:
- Giải thể huyện Châu Thành và sáp nhập các xã, thị trấn vào các huyện Giá Rai, Trần Văn Thời và Thới Bình cùng tỉnh.
- Sáp nhập 3 xã: Định Thành, Hòa Thành, Tân Thành và thị trấn Tắc Vân vào huyện Giá Rai.
- Sáp nhập 2 xã: Lý Văn Lâm, Lương Thế Trân vào huyện Trần Văn Thời
- Sáp nhập xã An Xuyên vào huyện Thới Bình.

Ngày 29 tháng 12 năm 1978, Hội đồng Chính phủ ban hành Quyết định số 326-CP về việc thành lập huyện Cà Mau thuộc tỉnh Minh Hải trên cơ sở 3 xã: Định Thành, Hòa Thành, Tân Thành và thị trấn Tắc Vân của huyện Giá Rai; 2 xã: Lý Văn Lâm, Lương Thế Trân của huyện Trần Văn Thời; xã An Xuyên của huyện Thới Bình.
Huyện Cà Mau có địa giới hành chính cơ bản giống huyện Châu Thành cũ, gồm thị trấn Tắc Vân và 6 xã: An Xuyên, Định Thành, Hòa Thành, Lương Thế Trân, Lý Văn Lâm, Tân Thành.
Ngày 25 tháng 7 năm 1979, Hội đồng Chính phủ ban hành Quyết định số 275-CP về việc:
- Chia xã Hòa Thành thành ba xã lấy tên là xã Hòa Thành, xã Hòa Tân và xã Bình Thành.
- Chia xã Tân Thành thành ba xã lấy tên là xã Tân Thành, xã Tân Định và xã Tân Thạnh.
- Chia xã An Xuyên thành hai xã lấy tên là xã An Xuyên và xã An Lộc.
- Chia xã Lương Thế Trân thành ba xã lấy tên là xã Lương Thế Trân, xã Thạnh Trung và xã Thạnh Phú.
- Chia xã Định Thành thành ba xã lấy tên là xã Định Thành, xã Định Hòa và xã Định Bình.
- Thành lập (trên phần nửa đất của xã Hồ Thị Kỷ, huyện Thới Bình tách sang huyện Cà Mau) một xã mới lấy tên là xã Tân Lợi.

Huyện Cà Mau có thị trấn Tắc Vân và 16 xã: An Lộc, An Xuyên, Bình Thành, Định Bình, Định Hòa, Định Thành, Hòa Tân, Hòa Thành, Lương Thế Trân, Lý Văn Lâm, Tân Định, Tân Lợi, Tân Thành, Tân Thạnh, Thạnh Trung, Thạnh Phú.
Ngày 30 tháng 8 năm 1983, Hội đồng Bộ trưởng ban hành Quyết định số 94-HĐBT về việc:
- Giải thể huyện Cà Mau và sáp nhập các xã, thị trấn vào thị xã Cà Mau và các huyện Giá Rai, Thới Bình, Cái Nước cùng tỉnh.
- Sáp nhập thị trấn Tắc Vân và 9 xã: Tân Định, An Xuyên, An Lộc, Bình Thành, Hòa Tân, Hòa Thành, Tân Thành, Định Bình, Lý Văn Lâm vào thị xã Cà Mau
- Sáp nhập 3 xã: Định Hòa, Định Thành, Tân Thạnh vào huyện Giá Rai
- Sáp nhập xã Tân Lợi vào huyện Thới Bình
- Sáp nhập 3 xã: Lương Thế Trân, Thạnh Trung, Thạnh Phú vào huyện Cái Nước.